# Apostelgeschichte des Lukas
| Neues Testament |
| --- |
| Evangelien |
| - Matthäus - Markus - Lukas - Johannes |
| Apostelgeschichte |
| Paulusbriefe |
| - Römer - 1. Korinther - 2. Korinther - Galater - Epheser - Philipper - Kolosser - 1. Thessalonicher - 2. Thessalonicher - 1. Timotheus - 2. Timotheus - Titus - Philemon - Hebräer |
| Katholische Briefe |
| - Jakobus - 1. Petrus - 2. Petrus - 1. Johannes - 2. Johannes - 3. Johannes - Judas                                                                                                 |
| Offenbarung |

Die Apostelgeschichte des Lukas (lateinisch Actus apostolorum oder Acta apostolorum „Taten der Apostel“; deutsche Abkürzung: Apg, altgriechisch πράξεις ἀποστόλων) ist ein Buch des Neuen Testaments der christlichen Bibel. Es bildet den zweiten Teil des sogenannten „lukanischen Doppelwerkes“, indem es an das Lukasevangelium anschließt. Behandelt wird die Gründung der Kirche und die Verbreitung des Christentums im Römischen Reich. Es wird seit dem Mittelalter in 28 Kapitel unterteilt.

## Autor
Als Autor der Apostelgeschichte gilt seit altchristlicher Zeit der Evangelist Lukas. Auch der Autor selbst identifiziert sich mit ihm, indem er sich gleich zu Beginn an einen Christen namens Theophilus, dem bereits das Evangelium nach Lukas gewidmet ist, wendet und eine Fortsetzung jenes Werkes ankündigt: „Im ersten Buch, lieber Theophilus, habe ich über alles berichtet, was Jesus getan und gelehrt hat, bis zu dem Tag, an dem er (in den Himmel) aufgenommen wurde.“ (Apg 1,1–2 )
Auch die Kirchenväter (zuerst belegt bei Papias von Hierapolis um 130) nennen als Autor des Lukasevangeliums und der Apostelgeschichte Lukas, einen Begleiter des Paulus, der nach Kolosser 4,14  Arzt war. Diese Identifizierung setzten die Schriften nicht voraus: So vertritt beispielsweise der Autor keine spezifische Theologie des Paulus, wie sie in dessen Briefen zu finden ist. Er erwähnt diese später so bedeutenden Briefe mit keinem Wort.
Historiker gehen heute mehrheitlich davon aus, dass das Lukasevangelium und die Apostelgeschichte von demselben Verfasser stammen, bezweifeln aber oft, dass dieser mit dem Paulusbegleiter Lukas identisch ist.

## Adressat
Die Apostelgeschichte ist ebenso wie das Lukasevangelium namentlich an Theophilus, griechisch für „der Gott Liebende“, gerichtet. Über ihn ist aus anderen Quellen nichts bekannt. Er wird mit kratistos angeredet, was „mächtigster, hochverehrter“ bedeutet und eine Anrede etwa für Provinzstatthalter darstellte. Es wird angenommen, dass er in Italien gelebt habe. Möglicherweise war er aber keine historische Person, sondern eine literarische Fiktion des Autors, mit der er seine „theophilen“, d. h. für Gott aufgeschlossenen Leser, persönlich ansprechen wollte.

## Datierung

### Spätdatierung um 90
Die historisch-kritische Bibelforschung nimmt in ihrer großen Mehrheit die Jahre um 90 n. Chr. als Zeit der Entstehung der Apostelgeschichte an. Das frühestmögliche Abfassungsdatum ergibt sich dabei aus der Abhängigkeit des Verfassers des lukanischen Doppelwerks vom Markusevangelium, das nach herrschender Meinung wegen der Kenntnis von der Zerstörung des Jerusalemer Tempels jedenfalls in seiner Schlussform nach 70 n. Chr. entstanden sein muss. Der Terminus ante quem (spätestmöglicher Abfassungstermin) wird oft daraus abgeleitet, dass die Apostelgeschichte keine Hinweise auf Judenverfolgungen in der Endphase der Regierungszeit des Domitian (81–96) enthält und keine Sammlung von Paulusbriefen kennt, deren Verbreitung etwa ab 100 n. Chr. vorausgesetzt wird.

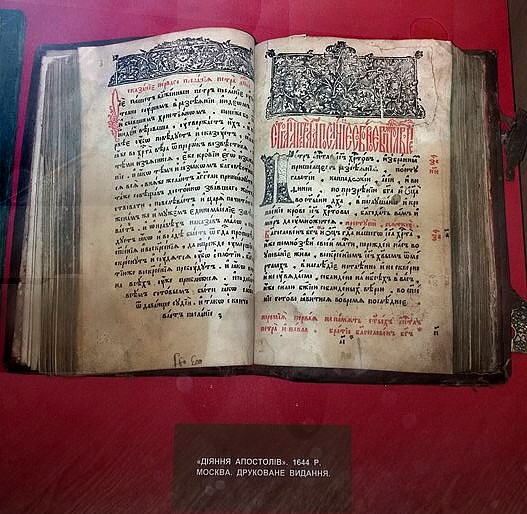
Kirchenslawische Ausgabe der Apostelgeschichte von 1644

Als weitere Argumente für eine Datierung zwischen 80 und 90 nennt beispielsweise Jürgen Roloff die markanten theologischen und historischen Unterschiede zwischen der Apostelgeschichte und den Paulusbriefen und Abweichungen zwischen der Apostelgeschichte und den Geschichtswerken des Flavius Josephus.

### Frühdatierung in die 60er Jahre
Sowohl im orthodoxen und als auch im katholischen Bereich gibt es Stimmen, die eine Frühdatierung befürworten. Nikolakopoulos datiert „um 70“, Klaus Berger „vor 68“, und Jaroš „kurz vor 62“.
Auch evangelikale Ausleger argumentieren für eine Frühdatierung der Apg in die Jahre 62–65 n. Chr. Für eine frühe Datierung (etwa 62) bringen sie folgende Argumente vor:
- Wesentliche Ereignisse der 60er Jahre werden in der Apg nicht erwähnt: die Ermordung vom „Herrenbruder“ Jakobus (62) sowie von Petrus und Paulus im Verlauf der neronischen Christenverfolgung etwa 64–67 n. Chr.; Informationen über den Tod dieser drei zentralen Persönlichkeiten der Urgemeinde wären für das Thema der Apg wichtig gewesen. Dagegen wird der Märtyrertod des weniger bekannten Stephanus ausführlich geschildert.
- Ebenso fehlen in der Apg Hinweise auf den Jüdischen Aufstand ab 66 und die Zerstörung des Tempels in Jerusalem im Jahr 70.
- Die Beschreibung des Prozesses gegen Paulus macht ein Viertel des Umfangs der Apg aus, dennoch bricht sie nach Paulus’ zweijährigem Rom-Aufenthalt ab, ohne vom Ausgang des Prozesses zu berichten. Die umfangreiche Schilderung der Befragung des Paulus und die Wiedergabe seiner ähnlich lautenden Verteidigungsreden  sei eher für die Leser um 60 n. Chr. interessant, als der Ausgang des Prozesses noch offen war. Einige Jahrzehnte danach, als der Prozess längst entschieden war, hätte eine kurze Zusammenfassung der Verhöre genügt.[10]
- Das gespannte Verhältnis zwischen Juden- und Heidenchristen ist ein wiederkehrendes Thema der Apg. Dieses Thema sei nur bis zum Ende der christlichen Gemeinde in Jerusalem (vor 70 n. Chr.) relevant gewesen.
- Es ist wenig wahrscheinlich, dass Lukas in späterer Zeit ein so offenes Ende, in deutlicher Sympathie zur römischen Obrigkeit schrieb.

Aus diesen Gründen plädieren manche Theologen für eine Datierung der Apostelgeschichte um 62 n. Chr. Das Lukasevangeliums datieren sie als erstem Teil des lukanischen Doppelwerkes entsprechend früher, vielleicht um 60 n. Chr.

## Titel
Im Griechischen lautet der Titel Práxeis Apostólōn (Πράξεις Ἀποστόλων, „Taten der Apostel“). In vielen anderen Sprachen hat das Buch einen Titel, der wörtlich „Taten der Apostel“ bedeutet (etwa auf Französisch, Italienisch, Niederländisch, Schwedisch oder Russisch) oder sich als „Buch der Taten“ übersetzen lässt (so zum Beispiel auf Englisch: Book of Acts). Als „Geschichte der Apostel“ wird das Buch außer im Deutschen auch im Polnischen (Dzieje Apostolskie) bezeichnet.

## Textvarianten
Es gibt zwei große Textvarianten der Apostelgeschichte, den westlichen und den alexandrinischen Text. Die ältesten vollständigen alexandrinischen Handschriften stammen aus dem 4. Jahrhundert, die ältesten westlichen aus dem 6. Jahrhundert, wobei Fragmente und Zitate bis ins 3. Jahrhundert zurückgehen. Die westlichen Texte der Apostelgeschichte sind 6,2 bis 8,4 Prozent länger als die alexandrinischen, wobei die Zusätze die jüdische Ablehnung des Messias und die Rolle des Heiligen Geistes in einer Weise hervorheben, die sich stilistisch vom Rest der Apostelgeschichte unterscheidet.

## Inhalt

### Das Kommen des Heiligen Geistes (Apg 1,1–2,13)

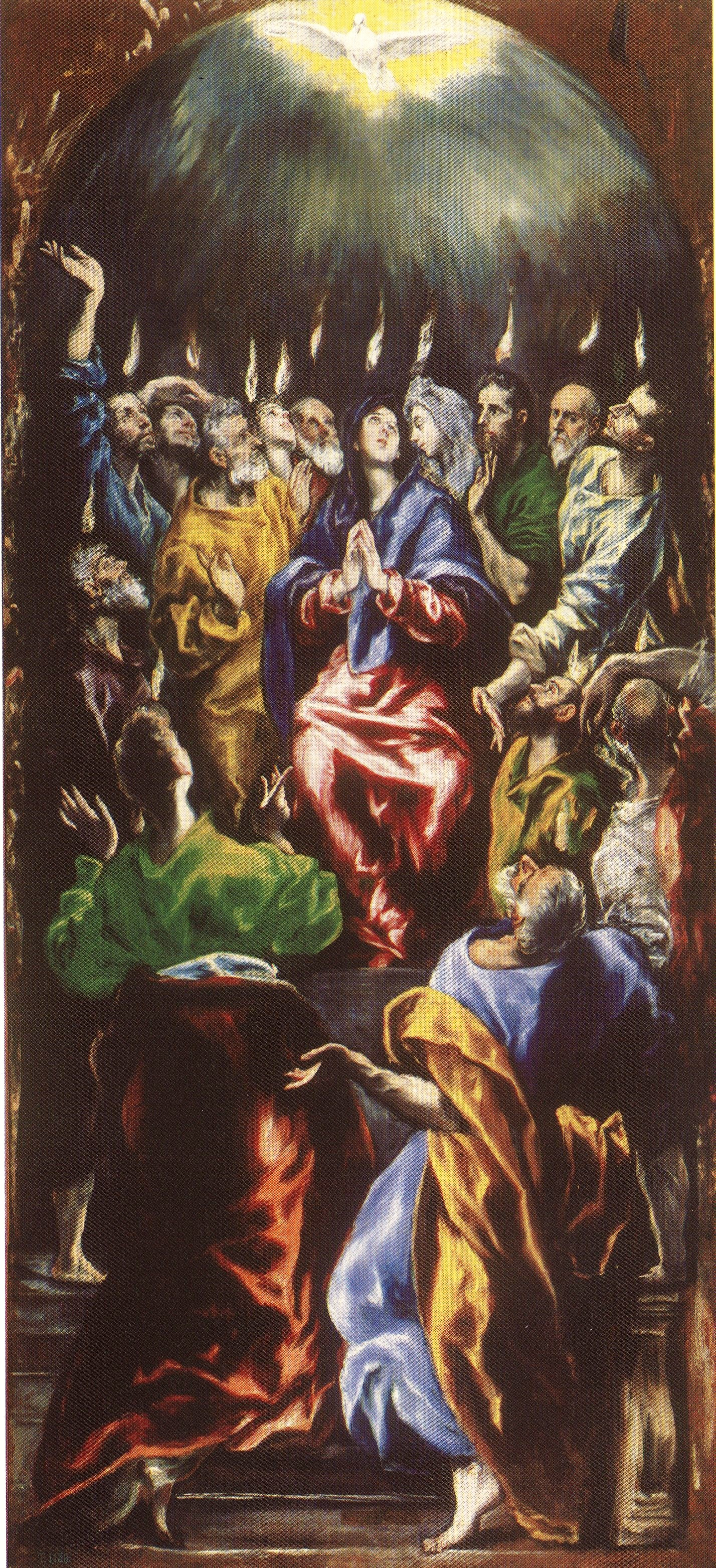
El Greco: Ausgießung des Heiligen Geistes

Die Apostelgeschichte setzt mit einem sehr kurz gehaltenen Bericht über die Zeit nach Ostern ein, in der Jesus Christus in der Nähe Jerusalems für vierzig Tage den Aposteln erschienen ist und dann in den Himmel aufgenommen wird (1,1–14 ). Der Kreis der ursprünglich zwölf Apostel wird kurz darauf nach dem „Wegfall“ des Judas Iskariot wieder ergänzt: Per Losentscheid wird Matthias zum 12. Apostel gewählt (1,15–26 ). Zu Pfingsten senkt sich der Heilige Geist auf die christliche Gemeinde herab und bewirkt Zungenrede, die bei Außenstehenden teils Schrecken, teils Spott hervorruft (2,1–13 ).

### Die Urgemeinde in Jerusalem (Apg 2,14–6,15)

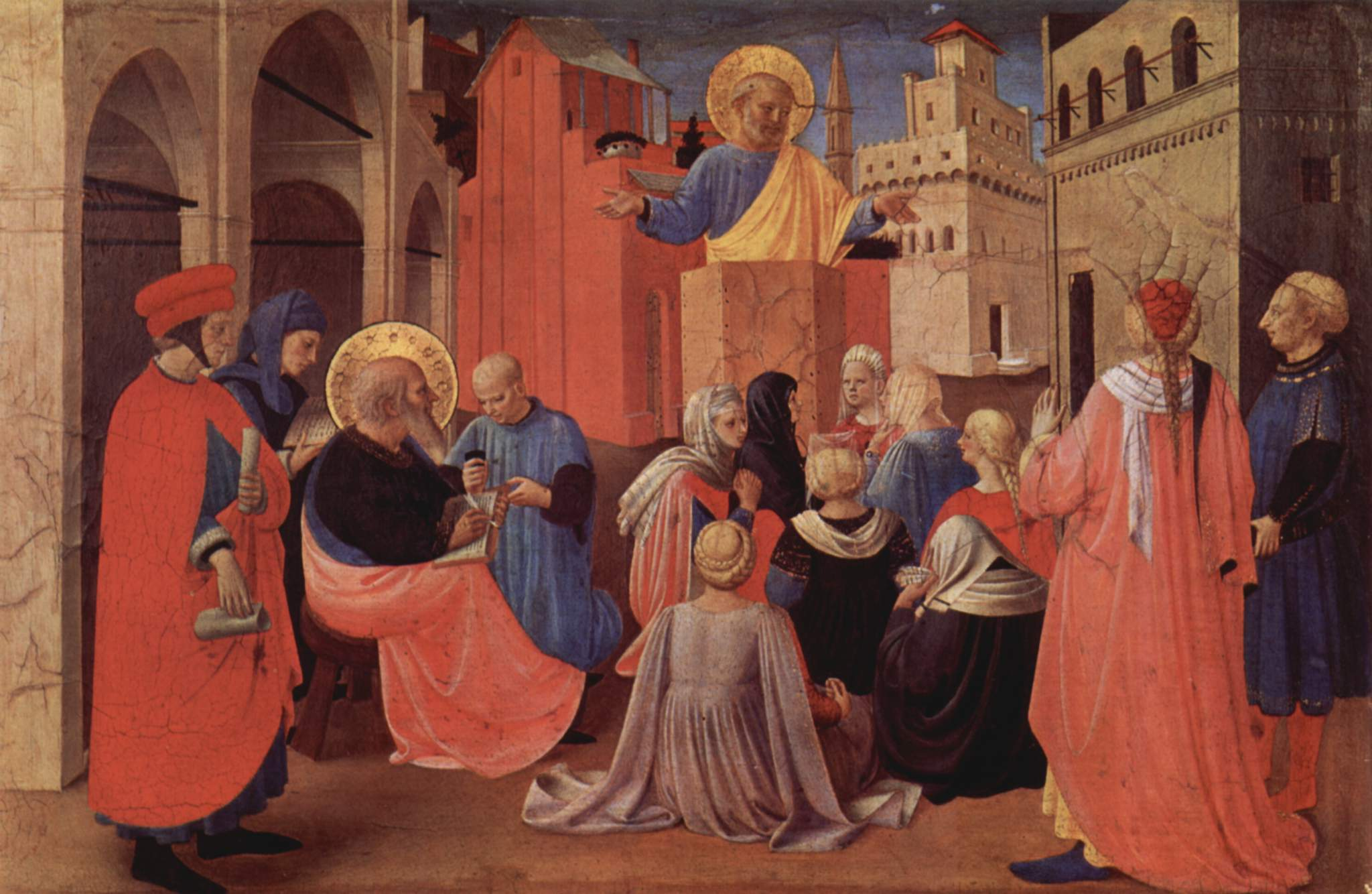
Fra Angelico: Missionspredigt des Petrus

Petrus predigt den Verschreckten und Spottenden das Evangelium von Jesus Christus (2,14–36 ), woraufhin sich viele Juden zum Christentum bekehren und taufen lassen: Die erste christliche Gemeinde (Die Urgemeinde in Jerusalem) entsteht (2,37–47 ), die schnell anwächst. Petrus ruft nach der Heilung eines Gelähmten auch im Jerusalemer Tempel die Juden zur Bekehrung zu Christus auf (3 ), woraufhin er und seine Begleiter festgesetzt und verhört werden: Trotz Einschüchterungsversuchen halten die Christen an ihrer Botschaft fest (4,1–22 ). Angesichts der Drohungen des Hohen Rates betet die Gemeinde um „Freimut beim Reden“, Zeichen und Wunder (4,23–31 ). Einige Gemeindemitglieder fühlen sich sogar derart stark miteinander verbunden, dass sie eine Gütergemeinschaft bilden (4,32–37 ).
In der Episode über Hananias und Saphira wird die Konsequenz einer Lüge gegen Gott verdeutlicht, nämlich der Tod (5,1–11 ). Durch viele Wunder begleitet, geht die Mission erfolgreich weiter (5,12–16 ), so dass die Apostel abermals festgesetzt und vor dem Hohen Rat verhört werden (5,17–33 ). Die für die Apostel lebensbedrohende Situation wird durch den angesehenen Rabbi Gamaliel gerettet, der darauf hinweist, dass, handle es sich bei der Lehre Jesu um reines Menschenwerk, diese sich ebenso von allein wieder überleben würde wie die Lehren diverser früherer Messias-Anwärter. Die Apostel werden daraufhin nach Geißelung freigelassen (5,34–42 ). Schon kurz danach kommt es in der jungen und schnell wachsenden Gemeinde zum ersten Streit zwischen hebräischen und griechischen Juden. Die „Griechen“ meinten, Ungerechtigkeiten bei der Versorgung der Witwen erblicken zu können, woraufhin man offizielle Armenpfleger (Diakone) bestellt, um dieser Entwicklung entgegenzuwirken (6,1–7 ).

### Die Rede des Stephanus (Apg 7,1–8,3)
Das von Lukas geschilderte Ereignis stellt eine Gerichtssituation im Sanhedrin dar. Eine Gruppe Hellenisten behauptet, Stephanus predige, dass Jesus, der Nazoräer, sowohl die Stätte – gemeint ist der Jerusalemer Tempel – zerstören als auch die jüdischen Gebräuche auflösen möchte. Der Hohepriester wendet sich aufgrund der Vorwürfe mit der Frage „Ist das so?“ an Stephanus, woraufhin dieser mit der längsten „Rede“ der Apostelgeschichte antwortet. Gegen eine Apologie spricht die Tatsache, dass Stephanus mit keinem Wort auf die Vorwürfe eingeht. Die neutestamentliche Wissenschaft kommt zu dem Schluss, dass es sich um eine fiktive Rede handelt. Ebenfalls eignet sie sich kaum als Bekenntnisvorlage für Märtyrer, die der Schreiber den nachfolgenden Generationen überliefern wollte. Dafür fehlt das klassische Bekenntnis zu Jesus Christus. Lediglich in V.52 wird ein Gerechter erwähnt.
Als in der Geschichte Israels Gelehrter und in der Linie der verworfenen Propheten wirkt Stephanus wie ein Bußprediger, der den Anklägern mit Hilfe der Geschichte Israels und der Ablehnung ihrer Propheten vor Augen führt, dass sie selbst auf der Anklagebank sitzen und die Fehler begehen, die bereits ihre Väter begangen hatten. Die heilsgeschichtliche Darstellung ist offensichtlich weniger apologetisch im Sinne der eigenen Verteidigung. Die Historizität dieser Rede gilt als unwahrscheinlich, weil die historisch-kritische Methode in Kapitel 7 die redaktionelle Arbeit des Verfassers der Apostelgeschichte sieht. Dies deutet darauf hin, dass die Rede mit der Kritik am jüdischen Volk der deuteronomistischen Schule entspringt. Walter Schmithals postuliert daher für die eigentliche Stephanustradition lediglich folgende Verse:

„Von der sogenannten Synagoge der Libertiner, Cyrenäer und Alexandriner und von denen aus Cilicien und Kleinasien erhoben sich einige und stritten mit Stephanus. Sie stifteten Männer an, die das Volk in Aufruhr brachten, ihm entgegentraten, über ihn herfielen, ihn wegschleppten, zur Stadt hinauswarfen und steinigten. Fromme Männer bestatteten Stephanus und hielten eine große Totenklage über ihn.“

Gliederung:
- 1–3 Abrahamserzählung
- 4–8 Erzvätererzählung
- 9–16 Josefsgeschichte
- 17–35 Mosegeschichte
- 36–43 Heil und Verwerfung bei Mose
- 44–46 Kultkritik
- 47–53 Gerichtsankündigung

Das siebte Kapitel der Apostelgeschichte markiert dennoch einen Scheitelpunkt in der lukanischen Darstellung. Die Missionstätigkeit der jungen Kirche breitet sich weiter von Jerusalem nach Judäa, Samaria und Antiochia am Orontes aus.
Die Apostelgeschichte des Lukas (7,16 ) verortet das Grab der Patriarchen in Sichem. Dieser findet sich im 4. Jahrhundert so auch bei dem Kirchenvater Hieronymus. Die Höhle Machpela, bekannt als Grab der Patriarchen, befindet sich jedoch in Hebron.

### Die Mission in Samarien (Apg 8,4–40)
Die durch die Verfolgung verstreute Christengemeinde beginnt damit, nun auch außerhalb Jerusalems das Evangelium zu verkünden. Philippus trifft dabei in Samaria auf den Zauberer Simon, der erkennt, dass durch Handauflegen der Apostel der Heilige Geist empfangen wird. Er bietet den Aposteln Geld, damit diese ihm diese Gabe schenken. Petrus weist Simon zurecht und legt ihm ehrliche Buße nahe (8,4–25 ). Auf der Rückreise nach Jerusalem trifft Philippus einen zum Judentum konvertierten äthiopischen Kämmerer, dem er den Propheten Jesaja auslegt. Der Kämmerer bekehrt sich daraufhin zu Christus und lässt sich umgehend taufen. Philippus wird nach Aschdod entrückt (8,26–40 ).

### Paulus wird berufen (Apg 9,1–43)

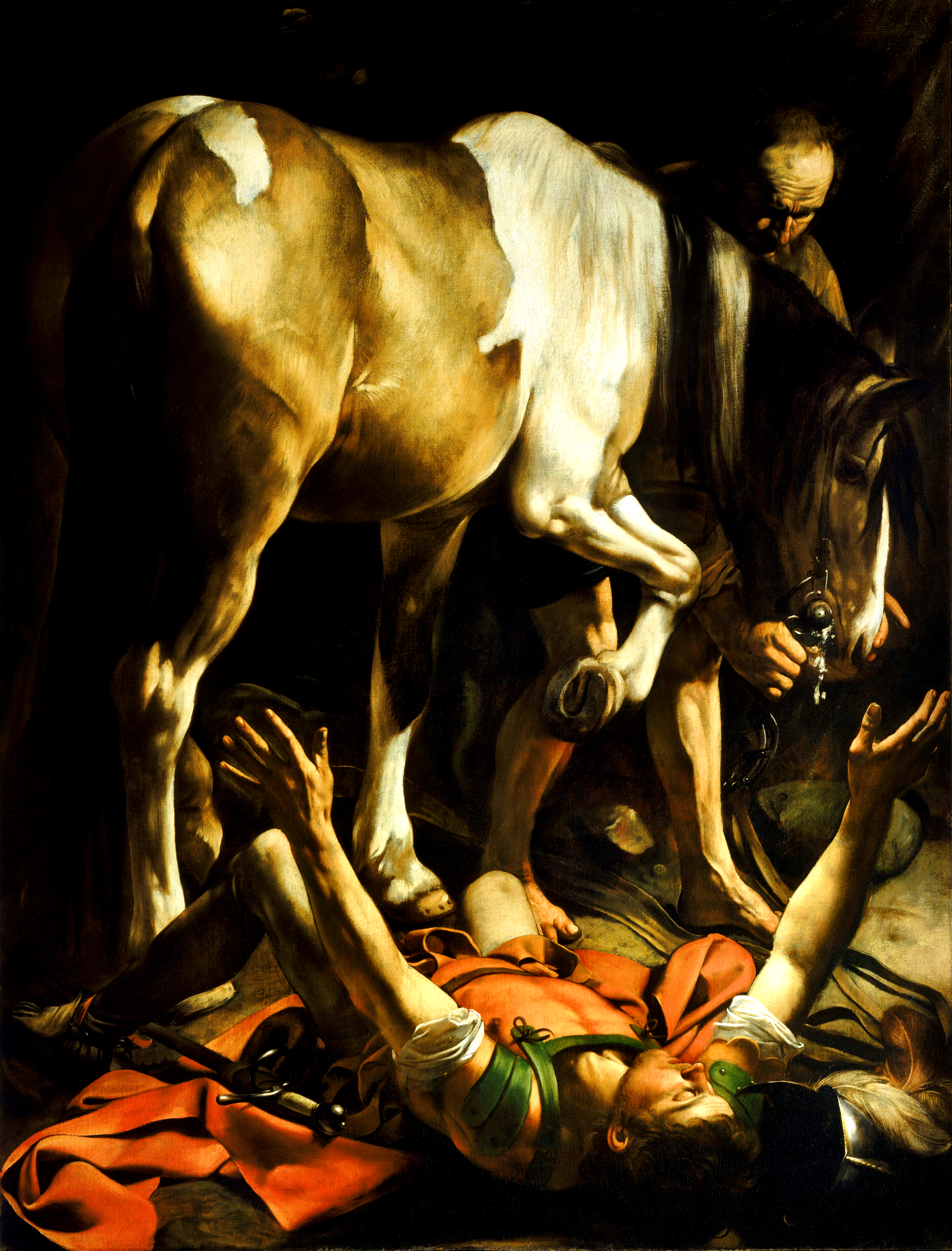
Michelangelo Merisi da Caravaggio: Die Bekehrung des Paulus

Saulus, der eifrig mit der Verfolgung der Christen beschäftigt ist, hat eine Jesuserscheinung („Saul, Saul, warum verfolgst du mich?“), durch die er erblindet. Jesus befiehlt ihm, nach Damaskus zu gehen, um dort weitere Anweisungen zu erhalten. Dem in Damaskus lebenden Jünger Hananias wird von Gott im Traum befohlen, dem Saulus die Hände aufzulegen und ihn zu heilen. Trotz großer Angst vor dem bekannten Christenverfolger tut Hananias, was ihm geheißen wurde, Saul erhält sein Augenlicht wieder, bekehrt sich und lässt sich taufen (9,1–19a ). Schon bald predigt er sehr erfolgreich in Damaskus und wird selbst ein potentielles Ziel der Christenverfolger. Gemeinsam mit dem schon in der ersten Zeit in Jerusalem bekehrten Leviten Barnabas flieht er zurück nach Tarsos (seiner Heimatstadt) und die Mission der Christen geht ruhig weiter (9,19b–31 ). Petrus wirkt weitere Wunder in Lydda (9,32–35 ) und Joppe (heute Jaffa; Auferweckung der Tabita, 9,36–43 ), woraufhin sich alle Bewohner der Orte bekehren.

### Nichtjuden in der Gemeinde (Apg 10,1–48)
Die christliche Mission wird nun auch auf die Heiden ausgedehnt: Mit dem römischen Hauptmann Kornelius tauft Petrus auf Weisung Gottes erstmals einen unbeschnittenen, und für die Juden damit unreinen Mann (10 ). Die Heidenmission wird von Teilen der Jerusalemer Urgemeinde kritisiert, so dass Petrus sich rechtfertigen muss. Schließlich jedoch wird sie allgemein akzeptiert (11,1–18 ).

### Die Gemeinde in Antiochia (Apg 11,1–26)
Der Kreis um Stephanus siedelte sich nach der Verfolgung auch in Antiochia am Orontes an und wendete sich immer stärker einer Mission unter Heiden zu. Deshalb wurde die Gruppe der Christusgläubigen immer weniger als Teil des Judentums und immer stärker als eigenständige Gruppe betrachtet, weshalb ihnen der Name Chrestianer bzw. Christen zugelegt wurde (11,26 ). Die antiochenische Gemeinde wächst schnell, Petrus hält sich viel in Antiochia auf, Saulus/Paulus wird durch Barnabas ebenfalls nach Antiochia geholt. Damit befinden wir uns etwa in der Mitte der 40er Jahre. Die antiochenische Gemeinde sammelt eine Kollekte für Jerusalem und lässt das Geld durch Barnabas und Paulus überbringen (11,27–30 ; 12,25 ).

### Die Gemeinde in Jerusalem (Apg 11,27–12,25)
Durch König Herodes Agrippa I. beginnt eine neue Christenverfolgung, bei der Petrus gefangen genommen wird und Jakobus, Bruder des Johannes, getötet wird. Petrus kann auf wundersame Weise aus dem Gefängnis entkommen (12,1–25 ). Herodes wird kurz darauf von einem Engel Gottes „mit Würmern geschlagen“ und stirbt; diese Szene ist wesentlich für die Chronologie der Ereignisse des gesamten Neuen Testaments, da Herodes’ Todesjahr (44) als eines der wenigen Ereignisse des Neuen Testamentes aus weltlichen Geschichtswerken gut bekannt ist (12,18–25 ).

### 1. Missionsreise des Paulus (Apg 13,1–14,28)
Saulus und Barnabas werden zur Heidenmission berufen und ziehen von Antiochia fort (13,1–3 ). Auf Zypern, woher Barnabas stammt, treffen sie auf den Zauberer Barjesus, auch Elymas genannt, der ihnen Widerstand leistet und mit Blindheit geschlagen wird, woraufhin sich Sergius Paulus, der Statthalter Zyperns, bekehrt (13,4–12 ). In Antiochia (Pisidien) hält Paulus – ab Zypern wird Saulus mit dem lateinischen Namen Paulus statt mit dem hebräischen Saulus bezeichnet – in der Synagoge eine umfangreiche Predigt, nach der sich viele Juden bekehren.

### Apostelkonzil in Jerusalem (Apg 15,1–35)
Auf die Anfeindungen der Religionsoffiziellen hin erwähnt Paulus nochmals seinen Auftrag zur Heidenmission (13,13–52 ). Ähnliches passiert in Ikonien (14,1–7 ), Lystra (14,8–20a ) und Derbe. Paulus und Barnabas setzen in den neu gegründeten Gemeinden Älteste ein und kehren dann für längere Zeit nach Antiochia zurück (14,20b–28 ). Nach einiger Zeit kommt es dort zwischen den Tora-gesinnten Judenchristen und Paulus zum Streit über die Beschneidung der nichtjüdischen Christen, die jene für dringend notwendig erachten. Eine Versammlung der Apostel in Jerusalem soll Klarheit in dieser Frage schaffen. Nach langem Streit (15,1–21 ) trifft die Versammlung den Beschluss, dass die Beschneidung nicht heilsnotwendig ist.

### 2. Missionsreise des Paulus (Apg 15,36–18,17)
Paulus und Barnabas werden von Jerusalem zur weiteren Mission entsandt (15,22–29 ) und kehren nach Antiochia zurück, wo sie weiterhin leben und predigen (15,30–35 ). Paulus beginnt eine weitere Missionsreise (diesmal begleitet von Silas, nachdem er sich mit Barnabas zerstritten hatte), die ihn nach Kleinasien führt (16,1–8 ). In einer nächtlichen Erscheinung wird Paulus nach Makedonien gerufen (16,9f. ), woraufhin die Reise nach Philippi fortgesetzt wird (16,11–13 ). Die bekehrte Lydia bietet den Reisenden Quartier an (16,14f. ). Als Paulus und Silas dem Besitzer einer wahrsagenden Sklavin durch Austreibung des Wahrsagegeistes die Geschäftsperspektiven verdunkeln, zeigt dieser sie kurzerhand wegen Aufwiegelung der Bevölkerung an (16,16–22 ). Paulus und Silas werden ins Gefängnis gesteckt, müssen aufgrund eines Erdbebens das Gefängnis verlassen und kommen bei ihrem Aufseher unter, der sich ebenfalls bekehrt. Als die Stadtoberen erfahren, dass Paulus ein römischer Bürger ist, lassen sie ihn ziehen (16,23–40 ).

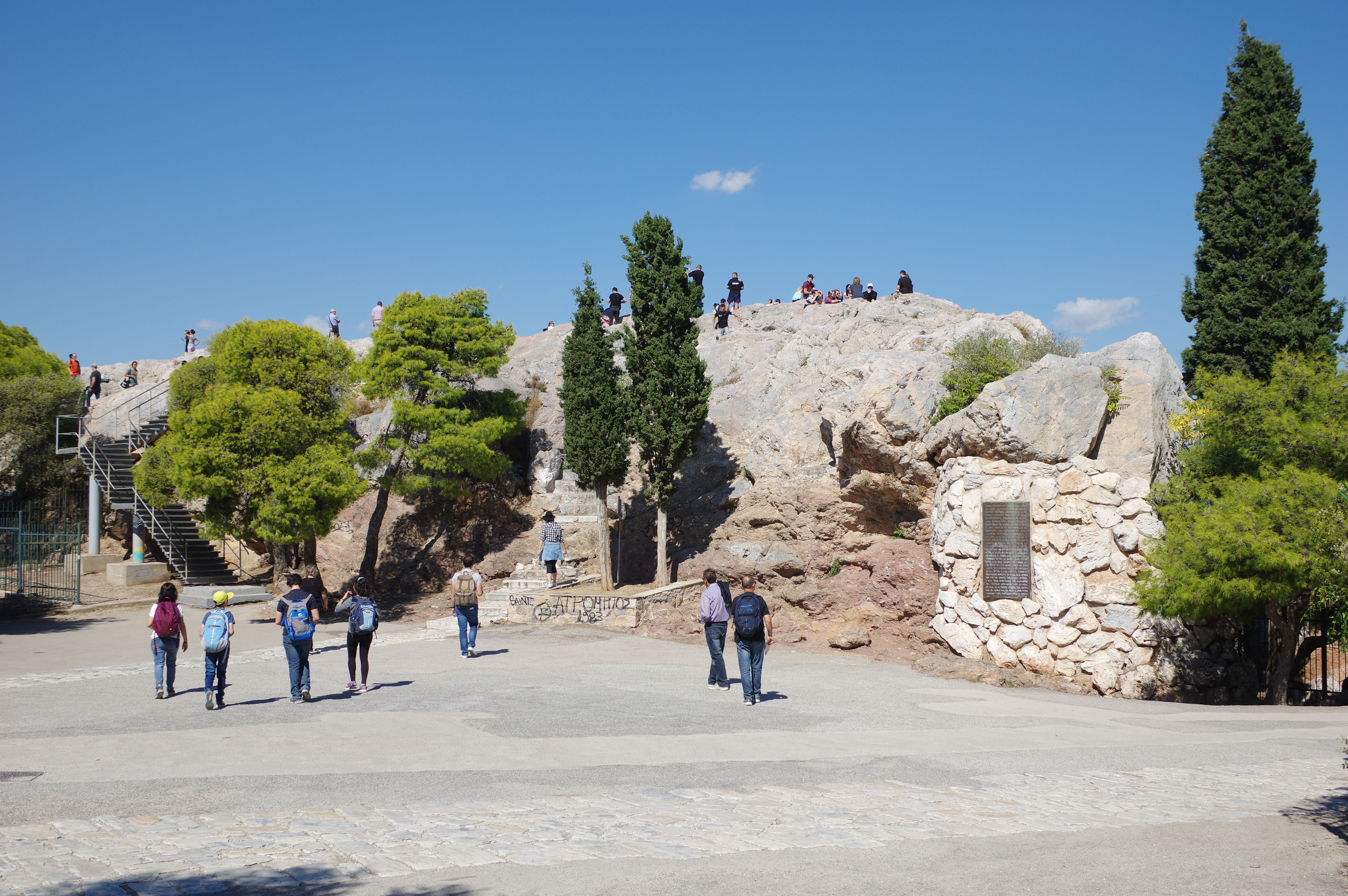
Athen: Areopag

Auch auf den folgenden Stationen Thessaloniki (17,1–9 ) und Beroia (17,10–15 ) geht die von Konflikten mit den Juden begleitete Mission weiter. In Athen spricht Paulus auf dem Areopag und verkündet den Einen Gott, erntet teilweise Spott, gewinnt aber auch neue Anhänger (17,16–34 ), darunter Dionysius Areopagita, welcher der Überlieferung zufolge der erste Bischof von Athen wurde und Schutzpatron der Stadt ist. In Korinth trifft er auf Priszilla und Aquila, ein judenchristliches Ehepaar, das aus Rom vertrieben worden war. Damit befinden wir uns etwa im Jahre 49, denn aus historischen Geschichtswerken ist bekannt, dass Kaiser Claudius für dieses Jahr ein Edikt erließ, wonach alle Juden Rom zu verlassen hatten (vgl. Sueton). Die Ankunft des Ehepaars und des Paulus in Korinth dürfte dann etwa in das Jahr 50 fallen. Die beiden werden zu engen Mitarbeitern des Paulus. Auch in Korinth bekehren sich viele, dennoch schweben die Christen ständig in der Gefahr, verfolgt zu werden. In einer erneuten Erscheinung wird Paulus aufgefordert, „weiterhin nicht zu schweigen“ (18,1–17 ). Paulus wird in Korinth von Juden vor Gericht gezerrt. Richter ist der Statthalter Gallio, dessen Amtszeit sich für 51 oder 52 recht sicher belegen lässt.

### 3. Missionsreise des Paulus (Apg 18,18–21,14)
Paulus verlässt Korinth und kehrt nach Antiochia zurück (18,18–22 ). Nach einiger Zeit bricht er zu einer dritten Missionsreise auf (18,23–28 ), die ihn zunächst nach Ephesos führt. Dort lehrt er zuerst in der Synagoge, später dann in der Schule des Tyrannos. Einige jüdische Beschwörer missbrauchen den Namen Jesu für ihr Handwerk und werden schwer zugerichtet, woraufhin viele, die vorher Zauberei betrieben hatten, ihre Bücher verbrennen (19,1–22 ). Einige Kunsthandwerker unter einem Demetrius geraten in Zorn darüber, dass durch die Christen viele Menschen dem Artemis-Kult abspenstig gemacht werden, so dass ihre „Silbernen Tempel der Artemis“ (wohl Nachbildungen, die an reiche Pilger verkauft wurden) keine Abnehmer mehr finden. Die Stadtoberen lassen die Situation jedoch nicht eskalieren, sondern verweisen Demetrius auf den ordentlichen Gerichtsweg (19,23–40 ). Unter starker Verfolgung reist Paulus über Makedonien und Griechenland (20,1–5 ) nach Troas, wo ein junger Mann, der bei der überlangen Predigt des Paulus eingeschlafen ist, aus dem Fenster im dritten Stock fällt, stirbt und von Paulus wiederbelebt wird (20,6–12 ), dann nach Milet (20,13–16 ). Paulus verabschiedet sich von den Ältesten von Ephesos (20,17–38 ) und kehrt über Caesarea (21,1–14 ) nach Jerusalem zurück.

### Paulus als Gefangener (Apg 21,15–26,32)
In Jerusalem sind die Apostel beglückt über seine Missionserfolge (21,15–26 ), doch lässt die Verhaftung des Paulus nicht lange auf sich warten. Paulus entgeht nur knapp durch die Hilfe des Militärs dem Tode (21,27–40 ) und darf eine Verteidigungsrede halten, in der er von seiner Berufung berichtet (22,1–21 ). Beim Verhör mit einem römischen Oberst betont Paulus, ein römischer Bürger zu sein, und entgeht so weiterer Geißelung (22,22–30 ). Dennoch wird er erneut vor dem Hohen Rat verhört, wo seine Äußerungen zu Zwietracht zwischen Pharisäern und Sadduzäern führen, die derartig eskaliert, dass der römische Oberst Paulus aus Angst um dessen Leben zurück in die Burg bringt (23,1–11 ). Einige Juden beschließen, Paulus in einem Hinterhalt zu töten.
Der Oberst erfährt durch Paulus’ in Jerusalem lebenden Neffen von dem Komplott (23,12–22 ) und lässt Paulus nach Caesarea überführen (23,23–35 ). Dort wird Paulus erneut verhört, diesmal vom Statthalter Felix. Die Juden beschuldigen Paulus im Verhör, der Anführer der Sekte der Nazoräer zu sein, Aufruhr zu stiften und den Tempel zu entweihen. Paulus weist alle Vorwürfe zurück (24,1–21 ). Felix verschleppt den Prozess, weil er sich von Paulus Bestechungsgelder erhofft (24,22–27 ). Paulus bleibt im Gefängnis, bis Felix durch den neuen Statthalter Porcius Festus abgelöst wird. Diese Ablösung ist auf das Jahr 59 datierbar. Es kommt zu einem neuerlichen Verhör (25,1–8 ), bei dem sich Paulus auf sein römisches Bürgerrecht beruft und auf sein Recht, nur vor dem Kaiser zum Tode verurteilt werden zu können (25,9–12 ).

### Paulus kommt nach Rom (Apg 27,1–28,31)
Bei einem Besuch des galiläischen Königs Agrippa bei Festus bittet der König darum, Paulus ebenfalls verhören zu dürfen (25,13–27 ). Paulus hält vor Agrippa eine lange Verteidigungsrede, in der er seinen Weg vom eifernden Pharisäer zum Christen nachzeichnet und die Auferstehung Jesu bekennt. Agrippa findet nichts Verwerfliches und würde Paulus freilassen, wenn dieser sich nicht auf den Kaiser berufen hätte (26 ). So wird Paulus als Gefangener nach Rom geschickt (27,1–12 ), gerät auf der Überfahrt in einen heftigen Seesturm (27,13–26 ) und erleidet einen glimpflich ausgehenden Schiffbruch vor der Insel Melite (Μελίτη; 27,27–44 ), nach einer These von Heinz Warnecke nicht Malta oder Milet (Mljet), sondern Kefalonia.
Auf Melite werden die Gestrandeten freundlich aufgenommen, Paulus heilt viele Kranke und gelangt zu großer Ehre (28,1–10 ). Nach drei Monaten kann die Reise nach Rom fortgesetzt werden (28,11–15 ). In Rom angekommen, kann Paulus dank eines offenen Strafvollzugs auch dort umgehend mit der Verkündigung beginnen (28,16–31 ). Damit endet die Apostelgeschichte.

## Historische Zuverlässigkeit
Durchgängig werden dem Verfasser gute geographische, soziale und politische Kenntnisse bescheinigt. Er ist bei Namen und Titeln der römischen Beamten, die in seiner Erzählung vorkommen, sehr genau und scheint auch über die römische Rechtslage bestens informiert zu sein. So konnten – u. a. vom schottischen Archäologen und Althistoriker William Mitchell Ramsay – verschiedene Begebenheiten, die Lukas in der Apostelgeschichte erwähnt, im 19. und 20. Jahrhundert belegt werden.
Ob diese allgemeine historische Zuverlässigkeit auch auf die Daten der frühen christlichen Gemeinde bezogen werden kann, ist in der theologischen Forschung umstritten. Nachdem in den 1970er und 1980er Jahren die Ansicht verbreitet war, Lukas sei als Geschichtsschreiber unglaubwürdig, macht sich in letzter Zeit verstärkt die Ansicht breit, den lukanischen Angaben doch mehr Vertrauen entgegenzubringen. Offensichtlich ist, dass die in der Apostelgeschichte (Kapitel 15) geschilderte Version der Ereignisse rund um das sogenannte Apostelkonzil nicht mit dem von Paulus selbst im Galaterbrief (Kapitel 2) beschriebenen Gang der Ereignisse in Einklang zu bringen ist. Ob die beiden Autoren unterschiedliche Ereignisse beschreiben oder ob Paulus als Augenzeuge hier den Vorrang hat und was das für die übrigen durch Lukas geschilderten Ereignisse bedeutet, ist umstritten.